# باریسلا
باریسلا (به ایتالیایی: Baricella) یک کومونه در ایتالیا است که در استان بولونیا واقع شده‌است.

## خصوصیات
باریسلا ۴۵٫۶ کیلومترمربع مساحت و ۵٬۹۹۰ نفر جمعیت دارد و ۱۱ متر بالاتر از سطح دریا واقع شده‌است.